# سینمای فیجی
سینمای فیجی (انگلیسی: Cinema of Fiji) یک صنعت بسیار نوپا و جز سینمای اقیانوسیه به‌شمار می‌آید. فیجی و آب‌های اطراف آن تاکنون محل اصلی فیلمبرداری آثار سینمایی 
متعددی بودند. همچنین حداقل از سال ۱۹۵۹ فیجی به سبب موقعیت خاص جغرافیای خود محلی شناخته شده برای ساخت آثار مستند و مربوط به محیط زیست توسط تلویزیون‌های بزرگ دنیا مانند شبکه بی‌بی‌سی و ای‌بی‌سی یا کمپانی‌های رسانه‌ای مستقل اروپایی بود اما سینمای بومی تا سال ۲۰۰۴ در این کشور شکل نگرفت.
اولین و آخرین فیلم بلند بومی تولید شده در فیجی زمین چشم دارد (The Land Have Eyes) به نویسندگی و کارگردانی ویلسونی هیرنیکو در سال ۲۰۰۴ ساخته شد. فیلمبرداری تمام فیلم در منطقه روتوما زادگاه کارگردان فیلم انجام گرفت. این منطقه مجموعه جزایری است که در ۴۶۵ کیلومتری شمال فیجی قرار دارد. زبان این فیلم آسترونزیایی و انگلیسی و مدت زمان آن ۸۷ دقیقه بود. در زمین چشم دارد سوپیاتا تیتو بازیگر اهل فیجی در نقش اصلی و رنا اوون بازیگر نیوزلندی در نقش مکمل ایفای نقش کردند.

اگرچه فیجی تاکنون یک فیلم تولید کرده‌است، اما کمیسیون فرهنگی پارلمان این کشور قصد دارد فیلمسازان خارجی جغرافیای فیجی را برای تولید آثارشان انتخاب کنند و امیدوارند سینمای این کشور تحت عنوان بالاوود Bulawood، و در نهایت به عنوان هالیوود اقیانوسیه شناخته شود.

زمین چشم دارد اولین فیلم تولید شده در سینمای فیجی محصول ۲۰۰۴

فیجی اقلیت قومی هندی و هندی زبان فراوان دارد. فیلم‌های تولید بالیوود هم در بین فیجی‌های هندی‌الاصل و هم فیجی‌های بومی محبوب هستند.

## جشنواره سینمایی
از ژوئیه ۲۰۰۸ دولت فیجی با حمایت مالی در صدد برگزاری یک جشنواره بین‌المللی فیلم بود. رؤیایی که سرانجام در آوریل ۲۰۱۳ به حقیقت پیوست و از آن زمان تاکنون این رویداد تحت عنوان جشنواره بین‌المللی فیلم فیجی برگزار می‌شود.

## برخی از فیلم‌هایی که در فیجی فیلمبرداری شدند

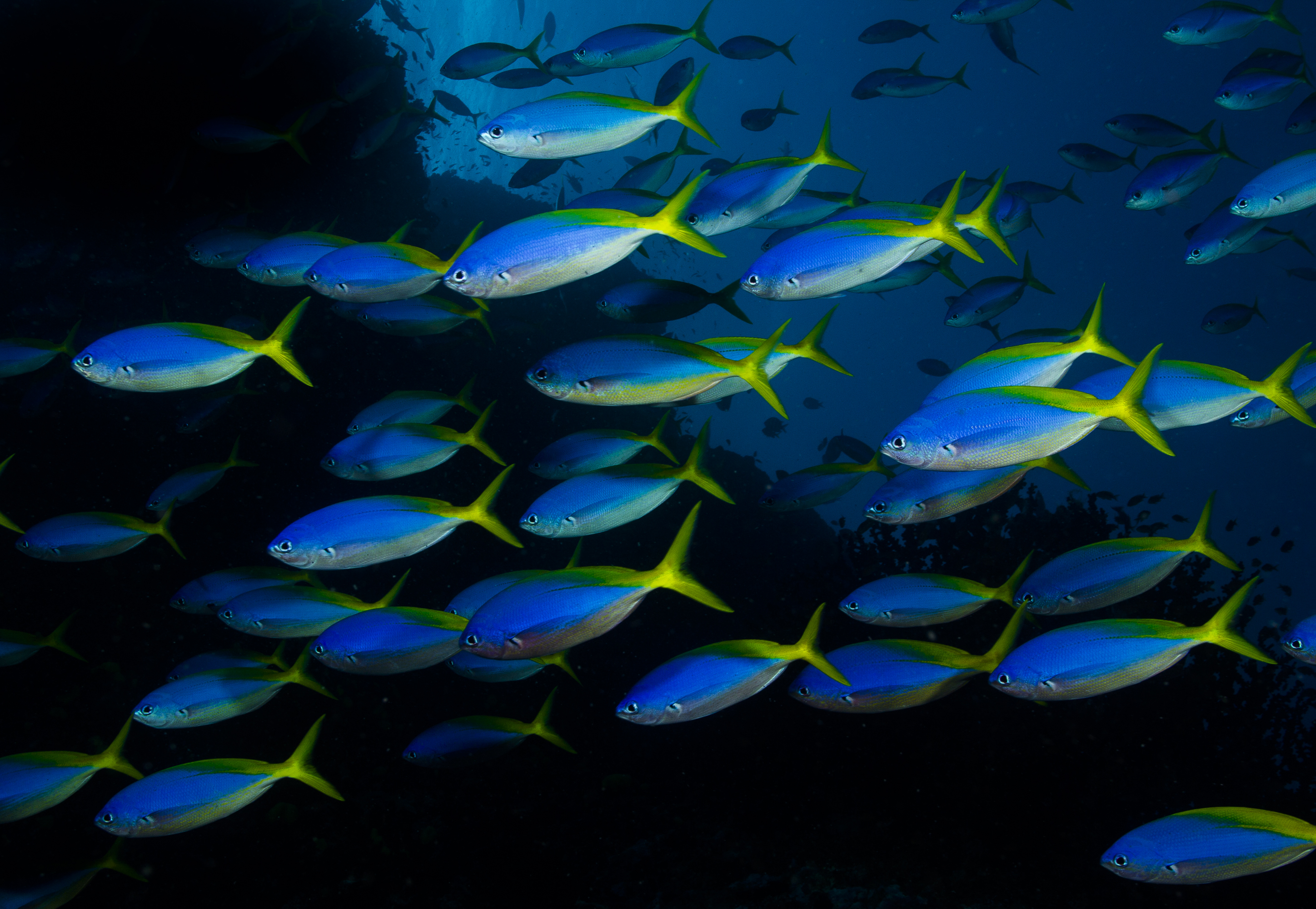
مستند ماهیان تفنگچی در جزایر فیجی محصول ۲۰۱۵

- آناکونداها: شکار ارکیده خونین
- اردوگاه آموزشی
- بازگشت به مرداب آبی
- جزیره فانتزی
- دورافتاده
- سوپر مدل
- شناور
- مرداب آبی